# Sigrid Rykhus
Sigrid Rykhus, née le 8 mai 1984, est une télémarkeuse norvégienne. C'est l'une des meilleures spécialistes mondiales de cette discipline. Elle a débuté sur le circuit de la coupe du monde en 2002.